# The Other Boleyn Girl (2008)
The Other Boleyn Girl is een kostuumfilm uit 2008 onder regie van Justin Chadwick. De film is gebaseerd op de roman The Other Boleyn Girl van Philippa Gregory.

## Verhaal
Catherine van Aragon slaagt er niet in om haar echtgenoot Henry Tudor, koning Henry VIII van Engeland, een mannelijke erfgenaam te schenken. Thomas Howard, hertog van Norfolk, en zijn zwager Thomas Boleyn, graaf van Wiltshire, zien het falen van de koningin als een grote kans om de familie Boleyn naar de hogere klasse te trouwen en zodoende meer aanzien te verschaffen. Sir Thomas en Lady Elizabeth Boleyn hebben drie kinderen: de knappe dochters Anne en Mary en de sympathieke zoon George. De zwagers verlangen van hun oudste dochter, brunette Anne, dat ze haar zwoele charmes gebruikt om bij de koning in de smaak te vallen, maar een slordig ongeluk zorgt ervoor dat Henry zijn ogen richt op hun jongste dochter, blondine Mary, wanneer het onschuldige meisje de wonden verzorgt van de machtige heerser.
Als vervangster van zus Anne lijkt Mary Boleyn vreedzaam getrouwd met hoveling William Carey, maar wordt na haar zorgzame verpleging door Henry uitgenodigd om zijn enorme hofhouding te komen versterken. Het jonge echtpaar accepteert het aanbod, ondanks dat ze bijzonder goed weten wat de koning van het jonge meisje verwacht. Mary en Anne worden hofdames voor koningin Catherine. Als Henry de naïeve Mary op zijn privékamer uitnodigt en haar vertelt dat hij William voor een opdracht wil wegsturen, laat ze haar echtgenoot zonder aarzeling gaan en stort ze zich in een heftige relatie met de koning van Engeland.
De rebellerende Anne trouwt in het geheim met edelman Henry Percy, verloofd met Mary Talbot, en vertrouwt het heuglijke nieuws toe aan haar broer George, die het vervolgens aan Mary vertelt. Ter bescherming van haar reputatie gaat de jongste zus met het bericht van de schaking naar vader Thomas, waarop het huwelijk nietig wordt verklaard en de oudste zus naar Frankrijk wordt verbannen. Anne lijkt in het buitenland voor omstanders bij zinnen te komen, maar is in feite louter uit op zoete wraak om het verraad van Mary te ondermijnen.
Het fortuin van de familie Boleyn lijkt veiliggesteld wanneer Mary zwanger raakt van Henry. Howard en Boleyn negeren de waarschuwing van Elizabeth, gravin Wiltshire en Ormond, dat de gunsten van de koning evenwel spoedig kunnen verdwijnen. De familie ontvangt nieuw landgoed en financiële privileges, waarbij George tot burggraaf Rochford wordt benoemd en tot zijn schrik met Jane Parker mag trouwen. Na een bijna-miskraam moet Mary van de koning de resterende duur van haar zwangerschap in afzondering doorbrengen, waarna Howard en Boleyn Anne met spoed terughalen uit Frankrijk om Henry’s aandacht op de familie te houden en niet te laten afdwalen naar andere vrouwelijke rivalen, in het bijzonder Jane Seymour. Anne laat Henry zien dat ze in ballingschap volwassen en rijper is geworden, maar speelt de rol van de onbereikbare vrouw om de koning van Engeland volledig voor zich te winnen. Als Mary van een zoon bevalt, dwingt Anne de kersverse vader tot de belofte niet meer het bed te delen met zijn vrouw Catherine en niet meer te praten met de moeder van zijn erfgenaam. Op Anne’s verzoek stuurt de lafhartige koning Mary en haar bastaardzoon terug naar het platteland van Rochford.
Als de paus weigert om het huwelijk tussen Henry VIII en Catharine van Aragon nietig te verklaren, overtuigt Anne haar verlangende minnaar om te breken met de rooms-katholieke kerk. De koning van Engeland benoemt zichzelf tot hoofd van de Anglicaanse Kerk en laat kardinaal Thomas Wolsey zijn huwelijk met Catharine ontbinden. Mary keert terug naar het hof om voor Anne te liegen dat haar huwelijk met Henry Percy feitelijk nooit met de seksuele daad is ingewijd, waarop Anne de weg vrij heeft voor een huwelijk met Henry en een benoeming tot koningin van Engeland. Anne’s plannen drijven Henry tot waanzin en de koning verkracht zijn snode geliefde tot een plotselinge zwangerschap, maar ze besluit de wandaad te verzwijgen, het huwelijk voort te zetten en een verzoening met Mary te bewerkstelligen.
Ondanks de geboorte van een gezonde dochter, Elizabeth, is Henry kwaad over Anne’s mislukking een mannelijke erfgenaam voor de troon te leveren. Mary blijft aan het hof om voor haar nichtje te zorgen. Na de miskraam van een zoon raakt Anne hysterisch en smeekt ze haar broer George om haar opnieuw zwanger te maken. Mary verlaat het hof uit walging en vertrekt met landeigenaar William Stafford naar het platteland. George weigert met Anne het bed te delen en weet zijn vertwijfelde zus tot kalmeren te brengen, maar een verwaarloosde Jane stapt met haar onware getuigenis naar de koning. Henry VIII arresteert zowel Anne als George en de koningin wordt voor het gerecht unaniem schuldig bevonden aan verraad, overspel en incest. Een dubbel doodsvonnis van haar kinderen brengt Elizabeth ertoe haar broer Thomas Howard en haar echtgenoot Thomas Boleyn nooit te zullen vergeven. Mary komt terug naar het hof om voor de levens van haar zus en haar broer te pleiten, maar ze arriveert te laat om George te redden en kan Henry niet aanmoedigen om het hoofd van Anne te sparen. Mary verhuisde met haar zoon en nichtje Elizabeth (de dochter van Anne) en haar man William Stafford naar het platteland. Aan het eind wordt duidelijk dat dit verhaal eigenlijk over koningin Elizabeth I van Engeland gaat.

## Rolverdeling
- Natalie Portman - Anne Boleyn
- Daisy Doidge-Hill - Anne Boleyn (jong)
- Scarlett Johansson - Mary Boleyn
- Kizzy Fassett - Mary Boleyn (jong)
- Eric Bana - Henry Tudor
- Joseph Moore - Henry Tudor (jong)
- Oscar Negus - Henry Tudor (baby)
- Jim Sturgess - George Boleyn
- Finton Reilly - George Boleyn (jong)
- Mark Rylance - Thomas Boleyn
- Kristin Scott Thomas - Elizabeth Boleyn
- Maisie Smith - Elizabeth Boleyn (jong)
- David Morrissey - Thomas Howard
- Ana Torrent - Catherine van Aragon
- Brodie Judge - Catherine van Aragon (jong)
- Poppy Hurst - Catherine van Aragon (baby)
- Juno Temple - Jane Parker
- Corinne Galloway - Jane Seymour
- Oliver Coleman - Henry Percy
- Tiffany Freisberg - Mary Talbot
- Benedict Cumberbatch - William Carey
- Eddie Redmayne - William Stafford
- Constance Stride - Mary Tudor
- Iain Mitchell - Thomas Cromwell
- Bill Wallis - aartsbisschop Cranmer
- Elizabeth Croft - Lady Duncombe
- Mark Lewis Jones - Brandon
- Michael Smiley - arts
- Joanna Scanlan - vroedvrouw
- Montserrat Roig de Puig - hofdame
- Emma Noakes - dienstmeisje
- Alfie Allen - boodschapper koning

## Filmmuziek
- 1. Opening Titles
- 2. Banquet
- 3. Henry Is Hurt
- 4. Henry Returns
- 5. Mary Tends To Henry
- 6. Going To Court
- 7. Mary And Henry
- 8. Anne's Secret Marriage
- 9. Anne Is Exiled
- 10. Mary Is Pregnant
- 11. Anne Returns
- 12. Anne Charms Henry
- 13. Mary In Labor
- 14. Mary Leaves Court
- 15. My Sweet Lord
- 16. Mary Lies For Anne
- 17. Queen Katherine's Trial
- 18. Banished
- 19. Anne's Coronation
- 20. Baby Girl For Anne
- 21. Henry Wants A Son
- 22. Anne Miscarries
- 23. Anne Conspires
- 24. Anne And George
- 25. Guilty
- 26. Execution
- 27. Finale